# 1593年の瞬間移動した兵士の伝説

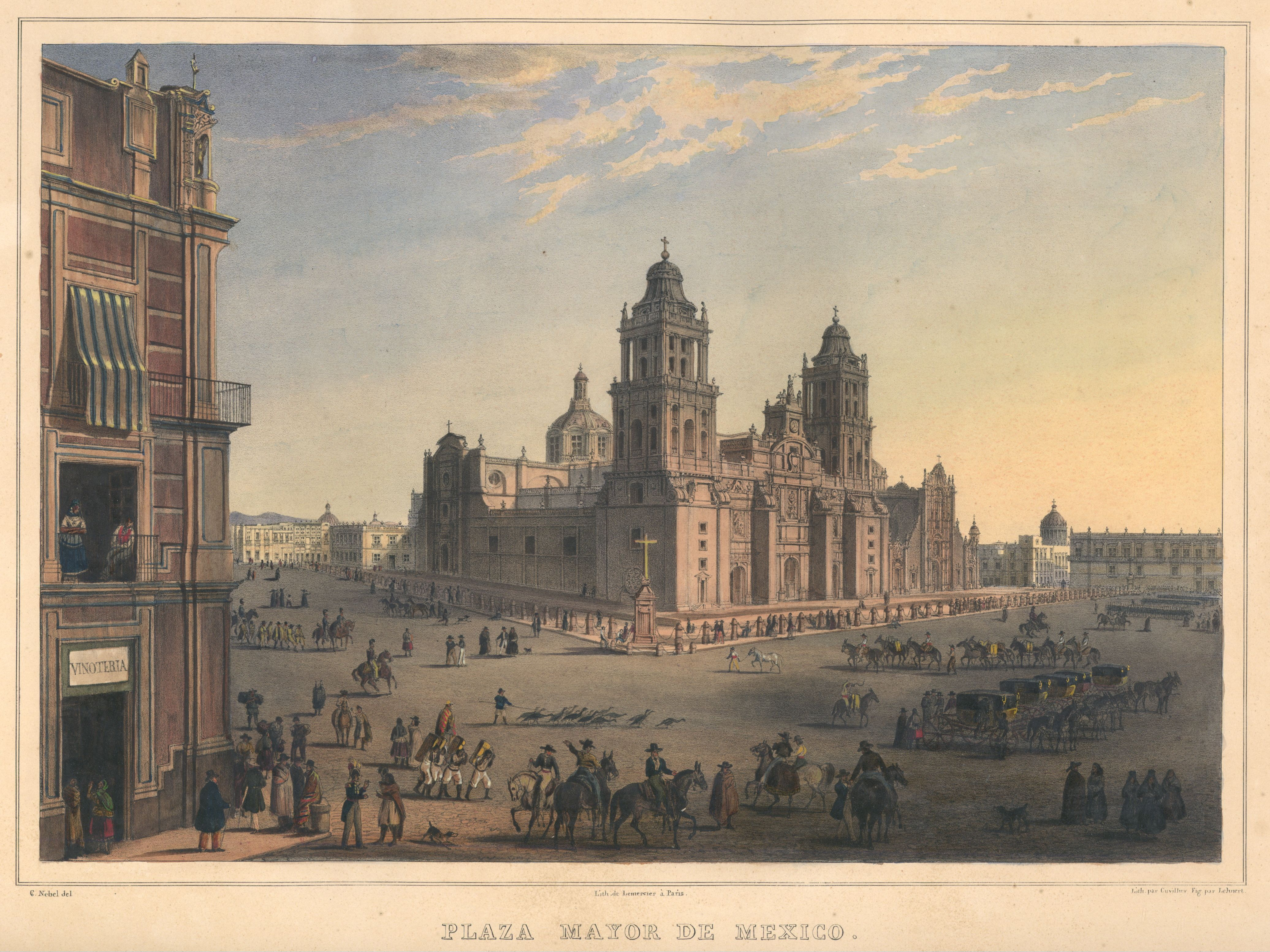
1836年に描かれたメキシコシティのマヨール広場の風景。1593年、ここに兵士が瞬間移動したとされる。

1593年の瞬間移動した兵士の伝説（1593ねんのしゅんかんいどうしたへいしのでんせつ、英語: 1593 transported soldier legend）では、1593年にスペイン領フィリピンからメキシコに瞬間移動したという兵士の伝説について述べる。
この伝説によると、1593年10月にあるスペイン帝国の兵士（1908年に示された説によればヒル・ペレス）が、不思議なことにマニラからメキシコシティのマヨール広場（現在のソカロ）に瞬間移動したという。彼はこの瞬間移動の直前に、フィリピン総督のゴメス・ペレス・ダスマリニャス（1519年-1593年10月25日）が暗殺されたことを説明したが、後に太平洋を横断してきた船客の知らせによってこれが事実であることが立証されるまで、メキシコの人々は彼の「自分はフィリピンから来た」という主張を信用しなかった。
民俗学者トマス・アリボーン・ジャンヴァー（1849年-1913年）は1908年に、この伝説を「メキシコシティの全階級の住民の間で流布している」と形容している。伝説を信じる20世紀の超常現象研究者らは、テレポーテーションとエイリアンによる誘拐であったという説を提唱した。

## 物語
1593年10月24日、この兵士は、フィリピン総督領マニラの総督官邸を警備する仕事に就いていた。前の夜に、総督ゴメス・ペレス・ダスマリニャスが中国人の海賊らによって暗殺されてしまったが、衛兵たちは官邸の警備を続けており、新総督が任命されるのを待っている所だった。この兵士は、めまいと疲れを感じ始めたので壁によりかかり、目をつむって少しの間休息を取った。数瞬後に目を開くと、彼は自分が見覚えのない場所にいることに気が付いた。そこは、何千マイルも海洋をわたった、ヌエバ・エスパーニャのメキシコシティであった。何人かの衛兵が、彼が違う制服を着ていることに気づき、何者なのか問いただした。彼はマニラの官邸の衛兵の制服を着ていて、メキシコシティの人々にはまだ知られていなかった、フィリピン総督死亡の事実を知っていた（実際には、ペレス・ダスマリニャスは、マニラから少し離れた海上で殺されていたため、なぜこの兵士がそれを知っていたかは不明）。
当局は、彼を脱走兵とみなし、悪魔のしもべであるという嫌疑で投獄した。数か月後、総督死亡の報が、フィリピンからガレオン船でメキシコに届いた。乗客の一人が、投獄されている兵士を知り合いであると認め、総督が死亡した翌日にフィリピンでこの男を見かけた、と証言した。最終的にこの兵士は当局によって刑務所から釈放され、家に帰ることを許された。

## 発展
メキシコ在住のアメリカ人民俗学者トマス・アリボーン・ジャンヴァーは、『ハーパーズ・マガジン』1908年12月版で、この物語を『Legend of the Living Spectre』と題して詳述した。ここで、兵士の名前はヒル・ペレスであるとされた。ジャンヴァーは、同様のモチーフが民間伝承では一般的なものであると述べている。たとえばワシントン・アーヴィングの『アルハンブラ物語』（1831年）は、『Governor Manco and the Soldier』という、この伝説との類似点を有した物語を収録している。
ジャンヴァーの1908年の記述は、メキシコの民俗学者ルイス・ゴンザレス・オブレゴン（1865年-1938年）が、1900年にスペイン語で出版した民間伝承集『México viejo: noticias históricas, tradiciones, leyendas y costumbres』（古きメキシコ: 歴史的記録、民俗、伝説、そして習慣）の中の『Un aparecido』（幻影）というタイトルの記述に基づいている。
オブレゴンはこの話の出処をたどり、スペインによるフィリピン征服について述べたガスパール・デ・サン・アグスティン（1651年-1724年）による1698年の記述に行き着いたが、そこではこの伝説が事実として扱われている。サン・アグスティンは、その兵士の名前を挙げず、兵士は魔法の力で瞬間移動したと考えていた。
ジャンヴァーによると、オブレゴンは後にフィリピンの代理総督を務めたアントニオ・デ・モルガ（1559年-1636年）が1609年に「（デ・モルガ自身なぜなのか知らないが、ともかく）ダスマリニャスの死は同じ日のうちにメキシコの人々に知られていた」と記述したと主張しているという。
ホセ・リサールは、当時のスペイン領フィリピンにおける様々な奇跡的な物語について記録しており、ルイス・ウェックマン (Luis Weckmann)も、スペイン領メキシコに関連してこの物語に触れている。
オブレゴンの後継者アルテミオ・デ・バジェ・アリスペによる1936年の作品集『Historias de vivos y muertos』（生と死の物語）には、『Por el aire vino, por la mar se fue』（空から来て、海から去った）という題でこの伝説の物語が収録されている。
この物語を超常現象で説明しようと試みた作家たちもいた。モリス・K・ジェサップ（1900年-1959年）と、第8代クランカーティ伯爵ブリンズリー・ル・プア・トレンチ（1911年-1995年）は、宇宙人による誘拐ではないかと主張し、いっぽう、コリン・ウィルソンと、ゲイリー・ブラックウッド（1942年-）は、テレポーテーションではないかと主張した。